# پاتریک کیولهن
پاتریک کیولهن (انگلیسی: Patrick Kivlehan؛ زادهٔ ۲۲ دسامبر ۱۹۸۹) بازیکن بیس‌بال اهل ایالات متحده آمریکا است.
وی در مسابقات کشوری و بین‌المللی در مجموع برندهٔ ۲ مدال نقره شده‌است.